# تيموثي سوليفان
اللواء تيموثي جون سوليفان (بالإنجليزية: Timothy John Sulivan)‏ (مواليد 1946) ضابط سابق في الجيش البريطاني الذي قاد الفرقة الرابعة.

## المسيرة العسكرية
عين سوليفان في المدفعية الملكية في عام 1966 ونقل إلى بلوز ورويالز في عام 1980. شغل منصب العضو الوحيد غير الأمريكي في فريق التخطيط الاستراتيجي العام لنورمان شوارتسكوف خلال حرب الخليج الثانية. عين قائدا للواء المدرع السابع في عام 1991 وضباط الأركان الرئيسية لرئيس هيئة الأركان في عام 1993 والمدير العام للعقيدة والتنمية في عام 1994. تولى رئاسة أركان فيالق تفاعل الحلفاء في عام 1996 والقائد العام الذي يقود الفرقة الرابعة في عام 1998 قبل تقاعده في عام 2001.
بعد التقاعد أصبح نائب الرئيس لعلاقات العملاء مع شركة الدفاع الأمريكية جنرال ديناميكس.